# Julia Zwehl
Julia Zwehl (* 20. März 1976 in Hannover) ist eine ehemalige deutsche Hockeyspielerin, sie gewann 2004 die olympische Goldmedaille.

## Leben
Julia Zwehl begann in Hannover mit dem Hockeysport, wechselte dann aber über Hamburg zu Eintracht Braunschweig. Nach einem vierten Platz bei der Juniorenweltmeisterschaft 1997 debütierte die Torhüterin im gleichen Jahr in der deutschen Hockeynationalmannschaft. Ihren ersten Titel gewann Zwehl bei der Europameisterschaft im Hallenhockey 1998. Bei der Weltmeisterschaft 1998 erhielt sie mit der deutschen Mannschaft die Bronzemedaille. Auch bei der Europameisterschaft 1999 in Köln gewann sie eine Medaille, diesmal Silber nach einer Finalniederlage gegen die Niederlande. Bei den Olympischen Spielen 2000 in Sydney waren Julia Zwehl und Birgit Beyer als Torhüterinnen der deutschen Mannschaft nominiert, Zwehl wirkte in drei Spielen mit, die deutsche Mannschaft belegte den siebten Platz. Nach einer längeren Pause gehörte Julia Zwehl bei der Europameisterschaft 2003 in Barcelona wieder zum Aufgebot, das die Bronzemedaille gewann. Bei den Olympischen Spielen 2004 in Athen war Julia Zwehl zweite Torfrau neben Louisa Walter, Zwehl wurde lediglich in einem Vorrundenspiel eingesetzt. Nach dem Finalsieg erhielt auch Julia Zwehl die Goldmedaille und das Silberne Lorbeerblatt.
Insgesamt wirkte Julia Zwehl in 93 Länderspielen mit, davon 11 in der Halle.
2009 war Julia Zwehl Gründungsmitglied von Lesestart Hannover.